# Þorkell Þórðarson
Þorkell Þórðarson (Thorkel Thordharson, 944-1026) fue un vikingo y bóndi de Hvammur í Hvammissveit, Dalasýsla en Islandia. Era hijo de Þórðr Óleifsson y por lo tanto nieto de Olaf Feilan. Se casó con Þuríður Ásgeirsdóttir (n. 956), hija de Ásgeir Auðunsson, y de esa relación nació Þorsteinn Þorkelsson. La figura de Þorkell también aparece como personaje secundario en la Saga de Laxdœla, saga Eyrbyggja, saga de los Fóstbrœðra, y saga de Bjarnar Hítdœlakappa.

## Vestur-Ísafjarðarsýsla
En la región de Vestur-Ísafjarðarsýsla hubo otro personaje con el mismo nombre, Þorkell kæmpe Þórðarson (apodado el luchador, 938 - 970), hijo de Þórður Víkingsson, y que aparece citado en la saga Sturlunga.